# アントワーヌ・アダムス
アントワーヌ・アダムス（Antoine Xavier Adams、1988年8月31日 ‐ ）は、セントクリストファー・ネイビス・ケイオン出身で短距離走が専門の陸上競技選手。100mの自己ベストはセントクリストファー・ネイビス歴代2位タイの10秒01、200mの自己ベストはセントクリストファー・ネイビス記録の20秒08。2011年大邱世界選手権男子4×100mリレーの銅メダリストである。

## 経歴

### 2011年
8月の大邱世界選手権で世界選手権初出場を果たすと、男子4×100mリレーで3走（ジェイソン・ロジャーズ、キム・コリンズ、アダムス、ブリジェッシュ・ローレンス）を務め、予選を38秒47のセントクリストファー・ネイビス記録（当時）で突破。決勝では予選でマークしたセントクリストファー・ネイビス記録に迫る38秒49をマークし、ジャマイカ（37秒04）、フランス（38秒20）に次いで銅メダルを獲得した。世界選手権でセントクリストファー・ネイビスが獲得したメダルは全種目を通じてこれが4つ目で、2005年ヘルシンキ大会の男子100mでキム・コリンズが銅メダルを獲得して以来6年ぶり、リレー種目でのメダル獲得はオリンピックを含めても史上初の快挙だった。

### 2012年
8月のロンドンオリンピックでオリンピック初出場を果たすと、世界大会の個人種目初出場ながら男子100mと男子200mでセミファイナリストになった。男子4×100mリレーは予選で3走（レストロッド・ロランド、ジェイソン・ロジャーズ、アダムス、ブリジェッシュ・ローレンス）を務め、38秒41のセントクリストファー・ネイビス記録を樹立したものの決勝には進めなかった。

### 2013年
6月16日のセントクリストファー・ネイビス選手権男子100m決勝でセントクリストファー・ネイビス歴代2位の記録となる10秒01（+2.0）をマークし、ジェイソン・ロジャースに同タイム着差ありで競り勝ち優勝した。
7月に標高約2000mのモレリアで開催された中央アメリカ・カリブ選手権に出場すると、7日の男子200m決勝で20秒13（+0.5）のセントクリストファー・ネイビス記録（当時）を樹立。2001年にキム・コリンズが樹立した20秒20を塗り替え、ラロンデ・ゴードン（20秒28）やジェイソン・リバーモア（20秒29）を破り、自身初となる主要国際大会のタイトルを獲得した。
2大会連続の出場となった8月のモスクワ世界選手権では、1年前のロンドンオリンピックに続いて男子100mと男子200mでセミファイナリストになった。2大会連続のメダルを狙った男子4×100mリレーは予選で3走（レストロッド・ロランド、ジェイソン・ロジャーズ、アダムス、アリスター・クラーク）を務めたが、38秒58の組5着で決勝には進めなかった。

### 2014年
5月にナッソーで開催された世界リレーに出場すると、男子4×200mで1走（アダムス、レストロッド・ロランド、ブリジェッシュ・ローレンス、アリスター・クラーク）を務め、予選を1分21秒97のセントクリストファー・ネイビス記録で突破。決勝でも予選の記録を縮める1分20秒51のセントクリストファー・ネイビス記録を樹立し、1分18秒61の世界記録で優勝したジャマイカに次いで2位に入った。男子4×100mは予選で2走（ジェイソン・ロジャーズ、アダムス、レストロッド・ロランド、ブリジェッシュ・ローレンス）を務めたが、38秒76の組3着に終わり、着順で決勝に進出できた組2着とは0秒06差で決勝進出を逃した。
6月22日のセントクリストファー・ネイビス選手権男子100m決勝を自己ベストタイの10秒01（0.0）で制すると、男子200m決勝では20秒08（+1.6）のセントクリストファー・ネイビス記録を樹立。自身が2013年に樹立した従来の記録（20秒13）を0秒05塗り替え、100mとの2冠を達成した。
初出場となった7月のグラスゴーコモンウェルスゲームズでは、男子100mはファイナリストになるも、ケマー・ベイリー＝コール（10秒00）、アダム・ジェミリ（10秒10）、ニッケル・アシュミード（10秒12）に次ぐ10秒16（0.0）の4位に終わり、0秒04差でメダルを逃した。

### 2015年
5月にナッソーで開催された世界リレーに出場すると、男子4×100mではアンカー（ジェイソン・ロジャーズ、ブリジェッシュ・ローレンス、レストロッド・ロランド、アダムス）を務め、予選を38秒68で突破。決勝は38秒85で6位入賞を果たし、2016年リオデジャネイロオリンピックの出場権を獲得した。前回大会2位の4×200mでは1走（アダムス、レストロッド・ロランド、ブリジェッシュ・ローレンス、アリスター・クラーク）を務め、予選を1分22秒36で突破して2大会連続で決勝に進出するも、決勝は1分22秒92の6位に終わった。
3大会連続の出場となった8月の北京世界選手権は、前回大会でセミファイナリストになった男子100mと男子200mの両種目とも予選敗退に終わった。

### 2016年
3月のポートランド世界室内選手権で世界室内選手権に初出場を果たすと、男子60mでセミファイナリストになった。

## 自己ベスト
記録欄の（　）内の数字は風速（m/s）で、+は追い風を意味する。
| 種目 | 記録                       | 年月日                      | 場所                 | 備考                                      |
| 屋外 | 屋外                       | 屋外                        | 屋外                 | 屋外                                      |
| ---- | -------------------------- | --------------------------- | -------------------- | ----------------------------------------- |
| 100m | 10秒01 (+2.0) 10秒01 (0.0) | 2013年6月16日 2014年6月22日 | バセテール           | セントクリストファー・ネイビス歴代2位タイ |
| 100m | 10秒00w (+2.8)             | 2013年6月29日               | エドモントン         | 追い風参考記録                            |
| 200m | 20秒08 (+1.6)              | 2014年6月22日               | バセテール           | セントクリストファー・ネイビス記録        |
| 室内 |                            |                             |                      |                                           |
| 60m  | 6秒58                      | 2016年2月12日               | ヒューストン         |                                           |
| 200m | 20秒93                     | 2014年12月13日              | カレッジステーション |                                           |

## 主要大会成績
備考欄の記録は当時のもの
| 年   | 大会                                 | 場所               | 種目    | 結果    | 記録            | 備考       |
| ---- | ------------------------------------ | ------------------ | ------- | ------- | --------------- | ---------- |
| 2006 | カリフタゲームズ (U20) (en)          | レザビーム         | 100m    | 予選    | 11秒35 (-1.5)   |            |
| 2006 | カリフタゲームズ (U20) (en)          | レザビーム         | 200m    | 予選    | 22秒65 (+0.2)   |            |
| 2007 | カリフタゲームズ (U20) (en)          | プロビデンシアリス | 4x100mR | 2位     | 40秒71          |            |
| 2007 | パンアメリカン ジュニア選手権 (en)   | サンパウロ         | 100m    | 準決勝  | 10秒79 (+0.2)   |            |
| 2007 | パンアメリカン ジュニア選手権 (en)   | サンパウロ         | 200m    | 予選    | 21秒60 (0.0)    |            |
| 2007 | パンアメリカン ジュニア選手権 (en)   | サンパウロ         | 4x100mR | 6位     | 42秒25 (4走)    |            |
| 2007 | 北中米カリブ選手権 (en)              | サンサルバドル     | 4x100mR | 5位     | 40秒37 (3走)    |            |
| 2010 | 北中米カリブU23選手権 (en)           | ミラマー           | 100m    | 予選    | 10秒57 (+0.4)   |            |
| 2010 | 北中米カリブU23選手権 (en)           | ミラマー           | 200m    | 5位     | 21秒00 (+2.8)   |            |
| 2010 | 中央アメリカ・カリブ海 競技大会 (en) | マヤグエス         | 100m    | 予選    | 10秒49 (+1.4)   |            |
| 2010 | 中央アメリカ・カリブ海 競技大会 (en) | マヤグエス         | 200m    | 予選    | 21秒14 (+2.8)   |            |
| 2010 | 中央アメリカ・カリブ海 競技大会 (en) | マヤグエス         | 4x100mR | 7位     | 39秒43 (2走)    | 国内記録   |
| 2010 | コモンウェルスゲームズ (en)          | デリー             | 200m    | 2次予選 | 21秒69 (+0.1)   |            |
| 2011 | 中央アメリカ・カリブ選手権 (en)      | マヤグエス         | 100m    | 予選    | 10秒57 (-1.3)   |            |
| 2011 | 中央アメリカ・カリブ選手権 (en)      | マヤグエス         | 200m    | 予選    | 21秒39 (+1.1)   |            |
| 2011 | 中央アメリカ・カリブ選手権 (en)      | マヤグエス         | 4x100mR | 3位     | 39秒07 (3走)    | 国内記録   |
| 2011 | 世界選手権                           | 大邱               | 4x100mR | 3位     | 38秒49 (3走)    |            |
| 2011 | パンアメリカン競技大会 (en)          | グアダラハラ       | 200m    | 準決勝  | 20秒76 (+0.2)   | 自己ベスト |
| 2011 | パンアメリカン競技大会 (en)          | グアダラハラ       | 4x100mR | 2位     | 38秒81 (2走)    |            |
| 2012 | オリンピック                         | ロンドン           | 100m    | 準決勝  | 10秒27 (+1.0)   |            |
| 2012 | オリンピック                         | ロンドン           | 200m    | 準決勝  | DQ              |            |
| 2012 | オリンピック                         | ロンドン           | 4x100mR | 予選    | 38秒41 (3走)    | 国内記録   |
| 2013 | 中央アメリカ・カリブ選手権 (en)      | モレリア           | 200m    | 優勝    | 20秒13 (+0.5)   | 国内記録   |
| 2013 | 中央アメリカ・カリブ選手権 (en)      | モレリア           | 4x100mR | 6位     | 39秒82 (3走)    |            |
| 2013 | 世界選手権                           | モスクワ           | 100m    | 準決勝  | 10秒17 (+0.1)   |            |
| 2013 | 世界選手権                           | モスクワ           | 200m    | 準決勝  | 20秒47 (0.0)    |            |
| 2013 | 世界選手権                           | モスクワ           | 4x100mR | 予選    | 38秒58 (3走)    |            |
| 2014 | 世界リレー (en)                      | ナッソー           | 4x200mR | 2位     | 1分20秒51 (1走) | 国内記録   |
| 2014 | 世界リレー (en)                      | ナッソー           | 4x100mR | B決勝   | 39秒07 (3走)    |            |
| 2014 | コモンウェルスゲームズ (en)          | グラスゴー         | 100m    | 4位     | 10秒16 (0.0)    |            |
| 2014 | コモンウェルスゲームズ (en)          | グラスゴー         | 200m    | 準決勝  | 20秒76 (+0.2)   |            |
| 2014 | 中央アメリカ・カリブ海 競技大会 (en) | ハラパ             | 4x100mR | 4位     | 39秒35 (3走)    |            |
| 2015 | 世界リレー (en)                      | ナッソー           | 4x100mR | 6位     | 38秒85 (4走)    |            |
| 2015 | 世界リレー (en)                      | ナッソー           | 4x200mR | 6位     | 1分22秒92 (1走) |            |
| 2015 | パンアメリカン競技大会 (en)          | トロント           | 100m    | 3位     | 10秒09 (+1.1)   |            |
| 2015 | パンアメリカン競技大会 (en)          | トロント           | 200m    | 準決勝  | 20秒82 (+2.0)   |            |
| 2015 | 北中米カリブ選手権 (en)              | サンホセ           | 200m    | 3位     | 20秒47 (+1.8)   |            |
| 2015 | 北中米カリブ選手権 (en)              | サンホセ           | 4x100mR | 6位     | 39秒20 (4走)    |            |
| 2015 | 世界選手権                           | 北京               | 100m    | 予選    | 10秒23 (+0.5)   |            |
| 2015 | 世界選手権                           | 北京               | 200m    | 予選    | 20秒75 (0.0)    |            |
| 2016 | 世界室内選手権                       | ポートランド       | 60m     | 準決勝  | 6秒66           |            |
| 2016 | オリンピック                         | リオデジャネイロ   | 100m    | 予選    | 10秒39 (-0.8)   |            |
| 2016 | オリンピック                         | リオデジャネイロ   | 200m    | 予選    | 20秒49 (+1.0)   |            |
| 2016 | オリンピック                         | リオデジャネイロ   | 4x100mR | 予選    | 39秒81 (4走)    |            |